# Розарій в дворі зеленгоспу
Розарій в дворі зеленгоспу — парк-пам'ятка садово-паркового мистецтва місцевого значення. Об'єкт розташований на території Виноградівського району Закарпатської області, м. Виноградів.
Площа — 2 га, статус отриманий у 1969 році (Рішення Закарпатського Облвиконкому від 18.11.1969 р. № 414 та від 25.07.1972 р. № 243).
Охороняється розарій, де зростає до 100 сортів шипшини та троянди.